# 14 avril 1993
Le mercredi 14 avril 1993 est le 104e jour de l'année 1993.

## Naissances
- Brandon Finnegan, joueur de baseball américain
- Daniel Wallace, nageur britannique
- Getter, musicien américain
- Graham Phillips, acteur américain
- Josephine Skriver, mannequin danoise
- Kent Jones, rappeur et chanteur américain
- Martín Zúñiga, footballeur mexicain
- Martijn Degreve, coureur cycliste belge
- Matej Vidović, skieur alpin croate

## Décès
- Jonas Pleškys (né le 10 mars 1935), capitaine de ravitailleur de sous-marins de la marine soviétique

## Événements
- Découverte des astéroïdes:
  - (16623) Muenzel
  - 6740 Goff
  - 7476 Ogilsbie
  - 7597 Shigemi